# Szydłów (gromada w powiecie staszowskim)
Szydłów – dawna gromada, czyli najmniejsza jednostka podziału terytorialnego Polskiej Rzeczypospolitej Ludowej w latach 1954–1972.
Gromady, z gromadzkimi radami narodowymi (GRN) jako organami władzy najniższego stopnia na wsi, funkcjonowały od reformy reorganizującej administrację wiejską przeprowadzonej jesienią 1954 do momentu ich zniesienia z dniem 1 stycznia 1973, tym samym wypierając organizację gminną w latach 1954–1972.
Gromadę Szydłów z siedzibą GRN w Szydłowie (wówczas wsi) utworzono – jako jedną z 8759 gromad na obszarze Polski – w powiecie buskim w woj. kieleckim, na mocy uchwały nr 13a/54 WRN w Kielcach z dnia 29 września 1954. W skład jednostki weszły obszary dotychczasowych gromad Szydłów i Gacki ze zniesionej gminy Szydłów oraz Mokre ze zniesionej gminy Kurozwęki w tymże powiecie. Dla gromady ustalono 21 członków gromadzkiej rady narodowej.
1 stycznia 1956 gromada weszła w skład nowo utworzonego powiatu chmielnickiego w tymże województwie.
31 grudnia 1959 do gromady Szydłów przyłączono obszar zniesionej gromady Brzeziny oraz wsie Wola Żyzna, Solec Stary i Solec Nowy, osadę młyńską Solec i osadę Machtyngierówka ze zniesionej gromady Solec Stary.
31 grudnia 1961 do gromady Szydłów przyłączono wsie Grabki Duże i Wolica ze zniesionej gromady Grabki w tymże powiecie, po czym – w związku ze zlikwidowaniem powiatu chmielnickiego tegoż dnia – gromadę Szydłów włączono do powiatu staszowskiego w tymże województwie.
Gromada przetrwała do końca 1972 roku, czyli do kolejnej reformy gminnej. 1 stycznia 1973 reaktywowano gminę Szydłów.